# Music2titan

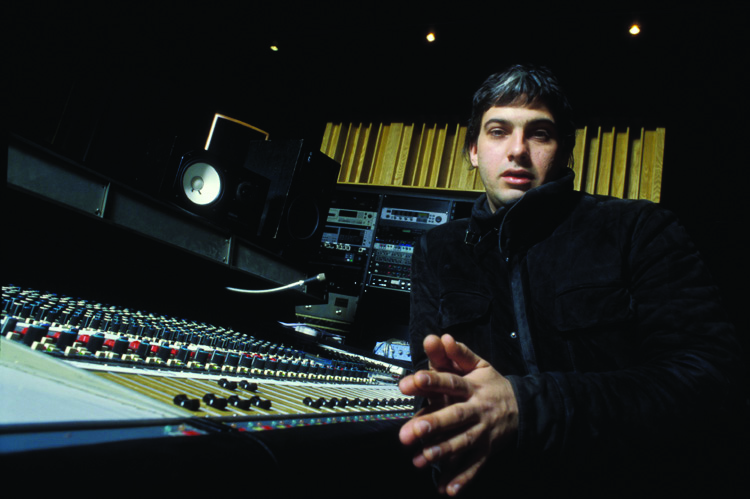
Julien Civange en studio lors de la sortie de Music2titan

Music2titan est le nom donné à 4 musiques composées par les musiciens Julien Civange et Louis Haéri. Elles sont embarquées à bord de la sonde spatiale Huygens en octobre 1997.
Leur vocation est de « renforcer » [citation nécessaire] la mission spatiale américano-européenne Cassini-Huygens en laissant une trace de notre humanité vers l’inconnu, en envoyant un signe à de possibles populations extraterrestres et en sensibilisant le grand public à cette aventure. 
Le 14 janvier 2005, après un voyage de 7 ans et de plus de 4 milliards de kilomètres, les musiques atteignent Titan avec succès.
Depuis sa « chambre », Julien Civange organise la distribution et la promotion des musiques dans le monde entier en mettant en place un système de distribution uniquement online - plus adapté au suivi d’un calendrier de mission spatiale que la distribution traditionnelle et plus en phase avec la nature virtuelle de l’ensemble. Le projet reçoit le soutien de Steve Jobs. Apple, QuickTime et tous les ITunes Music Store en assurent la distribution. La nouvelle est relayée par les médias du monde entier. Le site Internet music2titan créé pour l’occasion reçoit plus d’un million de visites en provenance de 110 pays.
Des témoignages de soutien affluent du monde entier, de simples terriens à des personnalités scientifiques ou du monde du spectacle comme Mick Jagger qui dans un communiqué déclare au sujet de Music2Titan : la musique a toujours été au centre des cultures du monde entier et continuera à y jouer un rôle important dans des milliers d’années. Comme la technologie ou les sciences, la musique est un reflet de l’époque qu’elle traverse, elle permet l’exploration de champs originaux, au-delà des structures en place. La musique à bord de la sonde donne une touche très humaine au projet et contribue de façon positive au débat sur l’existence d’autres formes de vie que la nôtre.

## Music2Titan Logo
Le logo de Music2titan a été réalisé par Ian Anderson, fondateur de l'agence de graphisme anglaise The Designers Republic.

## Articles et référence
- Publication de l'ESA (Agence spatiale européenne) du 1er décembre 2004
- Publication de l'ESA (Agence spatiale européenne) du 31 janvier 2005
- Parution sur le site de la Nasa
- Publication de philipkdickfans.com
- The Guardian (RU)
- Archives le monde